# Fred Weick
Fred Ernest Weick , né en 1899 à Berwyn et mort le 8 juillet 1993 à Vero Beach, est l'un des pionniers américains de l'aviation, travaillant comme pilote pour l'United States Postal Service, ingénieur et concepteur d'avions.
Contemporain de Charles Lindbergh et Amelia Earhart, il n'a pas reçu la même attention que ses collègues.